# Syrtidicola fluviatilis
La dormilona enana (en Bolivia y Perú), dormilona fluvial (en Colombia) o dormilona chica (en Ecuador) (Syrtidicola fluviatilis) es una especie de ave paseriforme de la familia Tyrannidae la única perteneciente género Syrtidicola; hasta el año 2020 era incluida en el numeroso género Muscisaxicola. Es nativa de América del Sur en el occidente de la cuenca amazónica.

## Distribución y hábitat
Se encuentra en la cuenca del suroeste de la Amazonia en elevaciones más altas en las cabeceras de las cuencas. El área más grande de la distribución está hacia el este donde se extiende hacia el centro y el noroeste de Bolivia, y adyacente Brasil al este del río Madeira, en todo el sur de la cuenca amazónica de Bolivia, esta región es la mayor parte de las cabeceras afluentes del Madeira. Desde el centro de Bolivia, el rango se extiende al norte a través de la Amazonía de Perú, (solamente cruza las zonas fronterizas del suroeste del estado brasileño de Amazonas), y se extiende aguas abajo en los ríos Marañón y el Amazonas por un corredor de vida silvestre ribereña acercándose a la confluencia del río Yuruá. La distribución local disjunta se encuentra en Ecuador, la especie tiene una distribución restringida para la región de la frontera sur de Colombia a lo largo de la orilla norte del río Marañón, a unos 150 km. En Colombia está presente también al sur del trapecio amazónico.
Esta especie es considerada poco común en sus hábitats naturales: los matorrales húmedos tropicales o subtropicales, ríos, islas fluviales y bancos arenosos con vegetación de la Amazonia, por debajo de los 800 m de altitud.

## Descripción
Mide 13 a 13,5 cm de longitud. El plumaje de las partes superiores es de color marrón arenoso, presenta el área supraloreal ligeramente blancuzca; los bordes de las plumas de las alas son de color canela anteado; la cola es negra, con las timoneras con matices externos blancuzcos; el vientre es blanco.

## Comportamiento
Anda solitaria o en pareja, corriendo en el suelo, generalmente completamente en el abierto, pero mismo así es bastante furtiva, confundiendo su color dorsal con los terrenos barrosos o arenosos en que habita.

### Reproducción
Es monógama. La pareja defiende su territorio cantando activamente como advertencia. Macho y hembra construyen un nido en forma de cuenco sobre algún árbol en una playa arenosa.

## Sistemática

### Descripción original
La especie S. fluviatilis fue descrita por primera vez por los zoólogos británicos Philip Lutley Sclater y Osbert Salvin en 1866 bajo el nombre científico Muscisaxicola fluviatilis; su localidad tipo es: «bajo río Ucayali, Perú».

### Etimología
El nombre genérico masculino «Syrtidicola» se compone de las palabras del latín «syrtis» que significa ‘banco de arena’, y «cola» que significa ‘habitante’; y el nombre de la especie «fluviatilis», en latín significa ‘ribereño’.

### Taxonomía
Un estudio del ADN mitocondrial de Chesser (2000) ya demostraba que las especies menores (la entonces denominada Muscisaxicola fluviatilis y Muscisaxicola maculirostris eran divergentes del resto del género Muscisaxicola, consistente con la secuencia linear tradicional.
Los estudios genéticos recientes de R. Terry Chesser, Michael G. Harvey, Robb T. Brumfield & Elizabeth Derryberry en el año 2020 verificaron que la especie M. fluviatilis estaba más próximamente relacionada con Satrapa icterophrys y profundamente divergente de las otras especies de Muscisaxicola, confirmando las divergencias antes encontradas. Los autores propusieron un nuevo género Syrtidicola exclusivo para la especie. El nuevo género fue reconocido por el Comité de Clasificación de Sudamérica (SACC) en la Propuesta No 885 de septiembre de 2020.
La forma propuesta S. fluviatilis titicacae Carriker, 1932, es indistinguible de la nominal. Es monotípica.